# 花守ゆみり
花守 ゆみり（はなもり ゆみり、1997年9月29日 - ）は、日本の女性声優。tomorrow jam代表。神奈川県出身。

## 経歴
幼稚園の頃から小学4年までバレエを習い、その後は中学2年までテニスをしていたが、当時から膝の故障を繰り返していた。アニメにはまりだしたのは中学2年生の時で、友人からの応援がきっかけで声優に興味を持ち始めたという。
中学3年の時にテニスの友達に誘われて、声優デビューのきっかけとなった「第2回ぽにきゃん声たまオーディション」にrimyu名義で応募し、審査員奨励賞を受賞。
2015年には、『ラジオどっとあい』62代目パーソナリティを務めた。
2016年公開の『ガラスの花と壊す世界』で劇場アニメ初出演で初主演を務め、2015年10月22日には、第28回東京国際映画祭にて『ガラスの花と壊す世界』チームとして、監督の石浜真史、プロデューサーの石原良一と共にレッドカーペットを歩いた。
2019年11月1日、以前から膝の状態が思わしくなく、膝蓋骨亜脱臼及び半月板損傷と診断されたことをm&i公式サイトで報告。担当医師から、当面の間は膝に負担がかかる可能性のあるパフォーマンスの禁止を申し渡され、メディアミックスプロジェクト『Re:ステージ!』の伊津村陽花役を同月17日のライブをもって卒業することとなった。後任は嶺内ともみ。
ポニーキャニオンアーティスツ（スワロウ）を経て、2017年4月からm&iに所属。2022年12月31日をもってm&iを退所し独立、翌2023年1月1日付で新たに個人事務所「tomorrow jam」を設立した。

## 人物
- 趣味・特技は、卓球、ゲーム、読書、歌う事、絵を描く事、テニス[13]。
- 好きなアニメには『妖怪ウォッチ』、『イナズマイレブン』、『ダンボール戦機』、『PSYCHO-PASS サイコパス』、『残響のテロル』を挙げている[1]。
- 仲の良い声優には、小澤亜李がいる[14]。
- 金田朋子の『金朋声優ラボ2』第7回で共演した際に、苗字は芸名であり名前は漢字で表すのが本名であると述べている。 また、妹がいることにも触れている[15]。
- 自分の声を聞いた人に大切なものを届けられるような声優を目指しており、竹内順子に憧れている[1]。
- デビュー当初は「歌もダンスもなんでもできる声優になりたい」といった展望を語っていたが[1]、2019年の段階では考え方が変わっており、ライブ等のイベントに出演することに対して、キャラクターを届けたいのに素の自分が出てしまうことでキャラクターのイメージを変えてしまうおそれがある点や、キャラクターではなく声優がかわいいという見られ方をしてしまう点を危惧している。そのため、インタビュー内で「アイドルをするのが普通で歌って踊って、というのは無理になっちゃったんです」などといった発言をしている[4]。

## 出演
太字はメインキャラクター。

### テレビアニメ
2013年
- あいうら（天谷颯太）
- アウトブレイク・カンパニー
- ダイヤのA（2013年 - 2020年、梅本幸子、青道2年女子生徒、女生徒） - 3シリーズ

2014年
- 桜Trick（川藤藍、女子、下級生）
- 結城友奈は勇者である（2014年 - 2021年、三ノ輪銀、女子生徒） - 3シリーズ

2015年
- ローリング☆ガールズ（御園千綾、女子生徒）
- えとたま（ウリたん）
- ランス・アンド・マスクス（五十嵐冴、女子生徒）
- ゆるゆり さん☆ハイ!（女子生徒）

2016年
- リルリルフェアリル（2016年 - 2018年、りっぷ / 花咲ゆみり、ポポ、きのこうさぎ、シママ、あんこうねこ、スノウ、アゲハ、海堂小次郎、ザクロ、しっぽ、星の子） - 3シリーズ
- あんハピ♪（花小泉杏）
- DAYS（女の子）
- 魔法少女育成計画（ねむりん）
- 灼熱の卓球娘（旋風こより）

2017年
- ゼロから始める魔法の書（ゼロ）
- アイドルマスター シンデレラガールズ劇場（2017年 - 2019年、佐藤心） - 4シリーズ
- つうかあ（伊藤くろす）

2018年
- ゆるキャン△（2018年 - 2024年、各務原なでしこ） - 3シリーズ
- オーバーロード シリーズ（2018年 - 2022年、イビルアイ） - 2シリーズ
- 東京喰種トーキョーグール:re（ミザ） - 2シリーズ
- Caligula -カリギュラ-（少年ドール / 小森晶）
- 鬼灯の冷徹（人魚）
- 七星のスバル（日下希）
- ハッピーシュガーライフ（神戸あさひ）
- シュタインズ・ゲート ゼロ（メイド）
- 転生したらスライムだった件（2018年 - 2024年、シズ / 少女） - 3シリーズ
- ラディアン（2018年 - 2020年、セト） - 2シリーズ
- メルクストーリア -無気力少年と瓶の中の少女-（トト）

2019年
- エガオノダイカ（ユウキ・ソレイユ）
- ぱすてるメモリーズ（目白渚央）
- かぐや様は告らせたい〜天才たちの恋愛頭脳戦〜（2019年 - 2023年、早坂愛） - 3シリーズ + 特別編
- ポプテピピック TVスペシャル 玄武ver.（ポプ子〈第13話Aパート〉、キューティーシャーク〈Aパート〉）
- BAKUMATSUクライシス（森蘭丸）
- 八月のシンデレラナイン（宇喜多茜）
- ぼくたちは勉強ができない（鹿島） - 2シリーズ
- カードファイト!! ヴァンガード（ファンA、対戦相手）
- 胡蝶綺 〜若き信長〜（帰蝶〈馬場礼次郎〉、語り）
- ありふれた職業で世界最強（2019年 - 2024年、八重樫雫） - 3シリーズ
- Re:ステージ! ドリームデイズ♪（伊津村陽花）
- ポチっと発明 ピカちんキット（バッグマンE、JIJI）
- 鬼滅の刃（2019年 - 2024年、白髪 / 産屋敷ひなき） - 4シリーズ
- 本好きの下剋上 司書になるためには手段を選んでいられません（フェイ）
- 慎重勇者〜この勇者が俺TUEEEくせに慎重すぎる〜（ロザリー）

2020年
- へやキャン△（各務原なでしこ）
- ランウェイで笑って（藤戸千雪）
- ヒーリングっど♥プリキュア（2020年 - 2021年、花のエレメントさん、光のエレメントさん、雨のエレメントさん、氷のエレメントさん、宝石のエレメントさん、葉っぱのエレメントさん、金森ことえ）
- ダーウィンズゲーム（スイ / ソータ）
- 映像研には手を出すな!（百目鬼）
- グレイプニル（愛子）
- アラド:逆転の輪（ミリア）
- 戦翼のシグルドリーヴァ（オーディン〈少年〉）
- キミと僕の最後の戦場、あるいは世界が始まる聖戦（2020年 - 2025年、燐・ヴィスポーズ） - 2シリーズ
- 禍つヴァールハイト -ZUERST-（シャアケ・グートハイル）
- アクダマドライブ（処刑課弟子）
- いわかける! - Sport Climbing Girls -（佐藤丸乃）
- One Room サードシーズン（織崎紗耶）

2021年
- たとえばラストダンジョン前の村の少年が序盤の街で暮らすような物語（ロイド）
- 裏世界ピクニック（紙越空魚）
- おとなの防具屋さんII（セラス）
- 怪物事変（紺）
- ワンダーエッグ・プライオリティ（美和）
- オルタンシア・サーガ（ジム・マクニール〈幼少期〉）
- トロピカル〜ジュ!プリキュア（2021年 - 2022年、涼村さんご / キュアコーラル）
- 転生したらスライムだった件 転スラ日記（シズ）
- 結城友奈は勇者である ちゅるっと!（三ノ輪銀）
- シャドーハウス（ソフィ）
- セブンナイツ レボリューション -英雄の継承者-（レダ）
- かげきしょうじょ!!（奈良田愛）
- 探偵はもう、死んでいる。（ヘル）
- 月が導く異世界道中（2021年 - 2024年、シフ） - 2シリーズ
- メガトン級ムサシ（2021年 - 2023年、北根陽葵、一大寺ミナ、山本さくら、ハルカ、ミライ） - 2シリーズ
- ブルーピリオド（鮎川龍二）
- 見える子ちゃん（四谷恭介）
- 進化の実〜知らないうちに勝ち組人生〜（2021年 - 2023年、世渡愛梨） - 2シリーズ

2022年
- 東京24区（宍戸花奈）
- ハコヅメ〜交番女子の逆襲〜（少女）
- リーマンズクラブ（矢田鏡子）
- ヒーラー・ガール（鳥野葵）
- 魔法使い黎明期（泥闇の魔女 / ゼロ）
- シャドウバースF（2022年 - 2024年、母嶋フワリ）
- デート・ア・ライブ シリーズ（2022年 - 2024年、ニベルコル） - 2シリーズ
- このヒーラー、めんどくさい（怨霊〈りょう子〉）
- ふしぎ駄菓子屋 銭天堂（2022年 - 2025年、きゃらめる、幼稚園の先生、大河橋はる、こづえ、愛羅）
- 咲う アルスノトリア すんっ!（ヴォイニー）
- よふかしのうた（2022年 - 2025年、朝井アキラ） - 2シリーズ
- 永久少年 Eternal Boys（2022年 - 2023年、宇喜多蓮）
- 虫かぶり姫（リリア・ストーレフ）

2023年
- TRIGUN STAMPEDE（ミリオンズ・ナイヴズ〈幼少期〉）
- 最強陰陽師の異世界転生記（セイカ・ランプローグ）
- 便利屋斎藤さん、異世界に行く（リリーザ）
- ダンジョンに出会いを求めるのは間違っているだろうかIV 深章 厄災篇（アリーゼ・ローヴェル）
- 吸血鬼すぐ死ぬ2（子供ロナルド）
- BORUTO-ボルト- NARUTO NEXT GENERATIONS（デイモン）
- 地獄楽（2023年 - 2026年、山田浅ェ門佐切） - 2シリーズ
- カワイスギクライシス（リザ・ルーナ）
- アイドルマスター シンデレラガールズ U149（佐藤心）
- うちの会社の小さい先輩の話（早川千夏）
- 夢見る男子は現実主義者（芦田圭）
- スパイ教室（マテル）
- アンデッドガール・マーダーファルス（ヴェラ）
- Helck（シャルアミ）
- シャングリラ・フロンティア（2023年 - 2025年、サイガ-100 / 斎賀百） - 2シリーズ
- カミエラビ（みきピヨ）
- 鴨乃橋ロンの禁断推理（2023年 - 2024年、ウィンター・モリアーティ） - 2シリーズ

2024年
- マッシュル-MASHLE- 神覚者候補選抜試験編（カイセ・ツッコミー）
- 真の仲間じゃないと勇者のパーティーを追い出されたので、辺境でスローライフすることにしました2nd（ヴァン）
- 異修羅（月嵐のラナ）
- 道産子ギャルはなまらめんこい（秋野沙友理）
- め組の大吾 救国のオレンジ（佐藤百合絵）
- ブルーアーカイブ The Animation（ホシノ）
- この素晴らしい世界に祝福を!3（リーン）
- 株式会社マジルミエ（越谷仁美）
- ぷにるはかわいいスライム（2024年 - 2025年、御金賀アリス） - 2シリーズ
- 七つの大罪 黙示録の四騎士（イオ）

2025年
- 空色ユーティリティ（秋名泉美）
- 魔法使いの約束（真木晶）
- 想星のアクエリオン Myth of Emotions（オオトリ サッコ）
- 青の祓魔師 終夜篇（志摩柔造〈幼少〉）
- mono （各務原なでしこ）
- ウマ娘 シンデレラグレイ（ディクタストライカ）
- 学校では教えてくれない大切なこと（理香、管太の母）
- その着せ替え人形は恋をする Season 2（御神楽こまり）
- 光が死んだ夏（山岸朝子）
- ガチアクタ（リヨウ）
- 雨と君と（ワコ）
- 不滅のあなたへ Season3（サトル）

2026年
- 悪役令嬢は隣国の王太子に溺愛される（アカリ）

時期未定
- 顔に出ない柏田さんと顔に出る太田君（田淵さん）

### 劇場アニメ
2010年代
- ガラスの花と壊す世界（2016年、リモ）
- LAIDBACKERS-レイドバッカーズ-（2019年、本天沼久美）

2020年代
- 映画 トロピカル〜ジュ!プリキュア プチ とびこめ!コラボ♡ダンスパーティ!（2021年、涼村さんご / キュアコーラル）
- 映画 トロピカル〜ジュ!プリキュア 雪のプリンセスと奇跡の指輪!（2021年、涼村さんご / キュアコーラル）
- 映画 ゆるキャン△（2022年、各務原なでしこ）
- わたしだけのお子さまランチ（2022年、キュアコーラル）
- らくだい魔女 フウカと闇の魔女（2023年、カレン）
- 永久少年 Eternal Boys NEXT STAGE（2023年、宇喜多蓮）

### OVA
- 傾福さん（2018年、傾福さん、マンタ、ウミガメ）
- 超アイドル伝説大森杏子（夏目リンネ）
- 本好きの下剋上 司書になるためには手段を選んでいられません 外伝（2020年、フェイ）
- かぐや様は告らせたい?〜天才たちの恋愛頭脳戦〜（2021年、早坂愛[143]） - コミックス第22巻OVA付き同梱版

### Webアニメ
2019年
- THE IDOLM@STER CINDERELLA GIRLS 8周年特別企画 Spin-off!（2019年、シン〈佐藤心〉）

2021年
- 裏世界ピクニック 打ち上げ（紙越空魚）
- アイドルマスター シンデレラガールズ劇場 Extra Stage（佐藤心）
- えとたま〜猫客万来〜（ウリたん）
- がんばれ同期ちゃん（猫）

2022年
- コタローは1人暮らし（小林綾乃）
- ブルーアーカイブ 1.5周年記念ショートアニメーション（小鳥遊ホシノ）
- ブルーアーカイブ「beautiful day dreamer」（小鳥遊ホシノ）
- 最強陰陽師の異世界転生記 みに（2022年 - 2023年、セイカ・ランプローグ）

2023年
- 伊藤潤二『マニアック』（泉沢月子）
- Fate/Grand Order 藤丸立香はわからない（2023年 - 2025年、ネモ、ネモシリーズ〈ネモ・マリーン、ネモ・ベーカーリー 他〉、アマゾネスC、犬士、たぬき） - 3シリーズ + 特別編
- ん、先生、ちょっとお時間もらうね。（2023年 - 2024年、小鳥遊ホシノ） - 2シリーズ
- 悪魔くん（風間みお）

2024年
- ブルアカ超リアル麻雀（小鳥遊ホシノ）
- 一姫の麻雀放浪記（小鳥遊ホシノ）
- ライジングインパクト（ランスロット・ノーマン） - 2シリーズ
- 幼なじみのカルボウ（2024年、カルボウ② / ソウブレイズ）

2025年
- キャッツ・アイ（来生愛）

### ゲーム
2015年
- クルセイダークエスト（ポポ）
- ヴァリアントナイツ（マーマ＝レッドブル、セレン＝オラール）
- ポイッとヒーロー（ヘレン、アップル）
- メイプルストーリー ブラックヘヴン（ドルフィー）
- 結城友奈は勇者である 樹海の記憶（三ノ輪銀）
- リベリオンブレイド（アム）
- クイズRPG 魔法使いと黒猫のウィズ（2015年 - 2025年、ツクヨ・オトエヒナ、オオミコシガミ、リリー・コーネル、越谷仁美）

2016年
- アイドルマスター シンデレラガールズ（2016年 - 2023年、佐藤心） - 2作品
- ウチの姫さまがいちばんカワイイ（パリア・ケルソス）
- Caligula -カリギュラ-（少年ドール）
- オルタンシア・サーガ -蒼の騎士団-（リップス）
- グリムノーツ（沙悟浄）
- 三国志ものがたり（陳宮、吾粲）
- シューティングガール（畝留える）
- 消滅都市2（リトルミル）
- 白猫プロジェクト（リリー・コーネル）
- 不思議の幻想郷TOD-RELOADED（サニーミルク）
- ワールドクロスサーガ（ジャンヌ・ダルク、ダークジャンヌ・ダルク）

2017年
- 天華百剣 -斬-（鬼切安綱）
- IS 〈インフィニット・ストラトス〉 アーキタイプ・ブレイカー（クーリェ・ルククシェフカ）
- オルタナティブガールズ（桃井日奈）
- 俺達の世界わ終っている。（タチアナ・アレクサンドロヴナ・シャラポヴァ）
- 八月のシンデレラナイン（2017年 - 2022年、宇喜多茜、各務原なでしこ）
- Pretty Plant（チドリ）
- ブルー リフレクション 幻に舞う少女の剣（一之瀬亜子）
- プロジェクト東京ドールズ（2017年 - 2020年、デウス、ミア）
- 編隊少女 -フォーメーションガールズ-（一之宮七枝）
- 結城友奈は勇者である 花結いのきらめき（2017年 - 2022年、三ノ輪銀）
- ららマジ（園田乃愛）
- Re:ステージ！プリズムステップ（2017年 - 2019年、伊津村陽花〈初代〉）
- Revolve-リボルヴ-（ドクター）
- ブレイブソード×ブレイズソウル（ノートゥング）

2018年
- 三国志大戦 第2期（荀彧〈槍〉）
- アズールレーン（マスケティーア、マッチレス）
- リトルウィッチアカデミア 時の魔法と七不思議（ジャンヌ）
- クロノマギア（カリン）
- きららファンタジア（2018年 - 2022年、各務原なでしこ、花小泉杏）
- Caligula Overdose -カリギュラ オーバードーズ-（少年ドール）
- アリス・ギア・アイギス（サンティ・ラナ、御蔵座梓希）
- 温泉むすめ ゆのはなこれくしょん（高山匠美）
- ぱすてるメモリーズ（目白渚央〈2代目〉）
- パズル&ドラゴンズ（イデアル、ソニア＝フィオ）
- アトリエオンライン 〜ブレセイルの錬金術士〜（主人公〈女性〉 / 鳳仙花 梅）
- プレカトゥスの天秤（ロザーリア・レヴァー）
- メギド72（2018年 - 2023年、アガリアレプト、ルシファー）
- 青空アンダーガールズ!Re:vengerS（友守唯衣花）

2019年
- 荒野のコトブキ飛行隊 大空のテイクオフガールズ!（シアラ）
- JUDGEMENT 7 俺達の世界わ終っている。（タチアナ・アレクサンドロヴナ・シャラポヴァ）
- ドールズオーダー（ブルーノ）
- Dragon Marked For Death（魔女）
- MASS FOR THE DEAD（イビルアイ）
- LoveR（優美菜）
- グリムエコーズ（白雪姫）
- モンスターストライク（2019年 - 2025年、モラル、陸奥陽之助 / 陸奥宗光、姜維、コクスティア、ティップ・チャーパス、ブシェルノ、アインス、早坂愛、山田浅ェ門 佐切、ルネサンス）
- リンクスリングス（フェイフェイ）
- 不思議の幻想郷 -ロータスラビリンス-（ヘカーティア・ラピスラズリ 他）
- ファイアーエムブレム 風花雪月（メルセデス＝フォン＝マルトリッツ）
- アルカ・ラスト 終わる世界と歌姫の果実（リズ）
- ファイアーエムブレム ヒーローズ（2019年 - 2023年、タニア、ヒーニアス〈幼少期〉、メルセデス）
- かんぱに☆ガールズ（イスレ・イドラド）
- Alice Closet（レティシア）
- 白き鋼鉄のX THE OUT OF GUNVOLT（2019年 - 2022年、コハク） - 2作品
- Epic Seven -エピックセブン-（ユピネ）

2020年
- アークナイツ（イフリータ）
- 東方キャノンボール（リリカ・プリズムリバー）
- この素晴らしい世界に祝福を！ファンタスティックデイズ（リーン）
- LoveR Kiss（優美菜）
- Cytus II（NEKO#ΦωΦ〈ネコ〉）
- 共闘ことばRPG コトダマン（2020年 - 2023年、ウタイ、エン征ヤヌス、バテンカイトス、イビルアイ）
- 逆転オセロニア（シズ）
- 装甲娘 ミゼレムクライシス（シータ）
- ラストピリオド -終わりなき螺旋の物語-（ゼロ）
- ステーションメモリーズ!（汀良いちほ〈2代目〉）
- ダンジョンに出会いを求めるのは間違っているだろうか 〜メモリア・フレーゼ〜（アリーゼ・ローヴェル）
- セイクリッドブレイド（ロレッタ）
- ラストオリジン（ポックル大魔王）
- 三國志 覇道（関銀屏、大喬）
- ヴァルキリーコネクト（イビルアイ）
- グランブルーファンタジー（2020年 - 2024年、リゼット、ピノ）
- Fate/Grand Order（2020年 - 2024年、ネモ / ノア） - 2作品
- RANBU 三国志乱舞（孫権、馬超）
- A.I.M.$ -All you need Is Money-（みかん）
- ALTDEUS: Beyond Chronos（ノア）

2021年
- サクラ革命 〜華咲く乙女たち〜（星原そうか）
- うみねこのなく頃に咲 〜猫箱と夢想の交響曲〜（シエスタ45〈一部パート〉）
- ブルーアーカイブ -Blue Archive-（2021年 - 2024年、小鳥遊ホシノ）
- Muse Dash（NEKO#ΦωΦ）
- ブレイブリーデフォルトII（フォリィ・モリス）
- 咲う アルスノトリア（ヴォイニー）
- ゆるキャン△ VIRTUAL CAMP（各務原なでしこ）
- 世界革命RPG ロードオブヒーローズ（シュナイダー）
- ブラウンダスト（ニーア）
- とある魔術の禁書目録 幻想収束（蜜蟻愛愉）
- 原神（煙緋）
- パズルガールズ（ヘルゴラント、スコーピオ）
- 東方ダンマクカグラ（フランドール・スカーレット）
- フィギュアストーリー（岡田彩音）
- ゆるキャン△ Have a nice day!（各務原なでしこ）
- コードギアス Genesic Re;CODE（アーカイヴ、キュリトゥ）
- 鬼滅の刃 ヒノカミ血風譚（白髪）
- ラグナドール 妖しき皇帝と終焉の夜叉姫（けうけげん）
- 転生したらスライムだった件 魔王と竜の建国譚（シズエ・イザワ）
- メガトン級ムサシ（北根陽葵）
- グランサガ（ドロレス）
- アーテリーギア -機動戦姫-（コラックス）

2022年
- アイドルマスター ポップリンクス（佐藤心）
- おじさまと猫 スーパーミラクルパズル（スタッフ星野）
- ヘブンバーンズレッド（2022年 - 2024年、白河ユイナ）
- ソウルタイド（南宮凛）
- 雀魂（2022年 - 2024年、早坂愛、小鳥遊ホシノ）
- ファイアーエムブレム無双 風花雪月（メルセデス＝フォン＝マルトリッツ）
- 信長の野望・新生（勇敢女 / 優しい女）
- ソウルハッカーズ2（タタラ）
- 終のステラ（デリラ）
- たとえばラストダンジョン前の村の少年が序盤の街で暮らすような物語〜ドタバタ英雄譚〜（ロイド）
- 勝利の女神:NIKKE（デルタ）
- 無期迷途（ヘカテー）

2023年
- タワーオブスカイ（マルグリット）
- 404 GAME RE:SET -エラーゲームリセット-（スペースハリアー）
- takt op. 運命は真紅き旋律の街を（カルメン）
- セガNET麻雀 MJ（タンヤオ）
- うちトレ ～【最短4分】筋トレ＆有酸素運動～（エマ）

2024年
- サンローラン騎士団（サンディ）
- ヤタガラス Enter the Eastward（鰲天依）
- 東方スペルカーニバル（古明地さとり）
- 不思議の幻想郷 -FORESIGHT-（サニーミルク）
- アウタープレーン（ヴラダ）
- 妖怪ウォッチ ぷにぷに（シズ）
- World of Warships: Legends（小鳥遊ホシノ）
- 聖剣伝説 VISIONS of MANA（ジュリ）
- エルゴスム（アリア）
- レゾナンス:無限号列車（マルハ）
- カルドアンシェル（コハク 、マザー）
- アッシュエコーズ（イヴァーナ）
- 魔女のふろーらいふ（モナリリ）

2025年
- ファンタジーライフi グルグルの竜と時を盗む少女（ヒルダ、ホイップ）
- 牧場物語 Let's!風のグランドバザール（ディアナ）
- トワと神樹の祈り子たち（オリガミ）

### 吹き替え
- アダムス・ファミリー2 アメリカ横断旅行!（2022年、観光女子1[281]）
- アイドルプリンセス★ロリロック（2024年、タリア[282]）

### ドラマCD
- 少女の空想庭園 〜幸せな庭園より愛をこめて〜（2015年、時森ハル[283]）
- 女子小学生はじめましたP!（2016年、のの）- コミックス第5巻ドラマCD付き初回限定版[284]
- サイレントウィッチーズ スオムスいらん子中隊ReBOOT!（2018年 - 継続中、迫水ハルカ）- 小説第1巻 - 継続中ドラマCD付き特装版
- 真の仲間じゃないと勇者のパーティーを追い出されたので、辺境でスローライフすることにしました（2019年、リット[285]）- 小説第5巻ドラマCD付き特装版
- ツンデレ悪役令嬢リーゼロッテと実況の遠藤くんと解説の小林さん（2020年、フィーネ[286]）- クラウドファンディング5000円コース・10000円コース・20000円コース返礼品
- たとえばラストダンジョン前の村の少年が序盤の街で暮らすような物語（2020年、ロイド） - 小説第9巻ドラマCD付き特装版
- 乙女ゲー世界はモブに厳しい世界です（2020年、オリヴィア[287]） - 小説第6巻 ドラマCD付き限定版及びドラマCD+シナリオブック付特装版
- 継母の連れ子が元カノだった（2020年、東頭いさな） - 小説第5巻 ドラマCD付き特装版[288]
- 悪役令嬢は隣国の王太子に溺愛される（2020年、アカリ[289]） - コミックス第7巻 ドラマCD付き限定版
- かげきしょうじょ!!（2021年、奈良田愛） - Blu-ray第4巻特典CD
- ジーンのいじわる（2023年、田村律）

### デジタルコミック
2010年代
- 花にけだもの（2016年、熊倉久実）
- こはる日和とアニマルボイス（2018年、黒絵）
- アニコミ 25歳処女、7歳年下の男子高校生と同棲します!?（2019年、佐倉美波）
- すべての人類を破壊する。それらは再生できない。（2019年、沢渡慧美）

2020年
- 没落予定なので、鍛冶職人を目指す（エリザ）
- 乙女ゲー世界はモブに厳しい世界です（オリビア）
- ぜっしゃか！-私立四ツ輪女子学院絶滅危惧車学科-（アヴリル・オースティン）
- ネガくんとポジちゃん（マキちゃん）
- アキトはカードを引くようです（メイア）
- 31番目のお妃様（ミミリー）
- しめるちゃんはつきまといたい（しめるちゃん）
- シメジ シミュレーション（山下まじめ）
- 顔に出ない柏田さんと顔に出る太田君（田淵さん）
- 戦争は女の顔をしていない（息子）

2021年
- 月華国奇医伝（胡葉）
- カワイスギクライシス（リザ・ルーナ）
- 勇者サポートセンター魔王城支部（ツムギ）
- 四つ子ぐらし（2021年、宮美三風）

2022年
- どれが恋かがわからない（ミナト）
- 鵺ん家（2022年、鵺さん）
- 『ウィッチウォッチ』ショートコント動画（2022年 - 2023年、嬉野久々実 他）
- 晴れ晴れ日和（タマ、ナレーション）
- 大蛇に嫁いだ娘（2022年、ミヨ）

### オーディオドラマ
- 真・三国志妹（2018年、関羽〈沢渡雪乃〉[308]）
- 腐男子先生!!!!!（2018年、早乙女朱葉[309]）-ライトノベル第2巻、コミックス第2巻連動購入特典
- ありふれた職業で世界最強 ボイスドラマ（2019年 - 2025年、八重樫雫） - 3シリーズ[一覧 30]
- 悪役令嬢は隣国の王太子に溺愛される（2019年 - 2021年、アカリ）-ライトノベル第8巻[310]、コミックス第4巻[310]、コミックス第7巻[289]、ライトノベル第11巻[289]購入特典
- ツンデレ悪役令嬢リーゼロッテと実況の遠藤くんと解説の小林さん（2019年、フィーネ[286]）- クラウドファンディング1500円コース、2500円コース返礼品
- 探偵くんと鋭い山田さん 俺を挟んで両隣の双子姉妹が勝手に推理してくる（2020年、山田雨恵[311]）
- ゆるキャン△ SEASON2 オリジナルミニドラマ「年越し」（2021年、各務原なでしこ） - 亜咲花「Seize The Day」アニメ盤に収録[312]
- 『ハツコイノォト』 いつも支えてくれる先輩へ〜想い込めた夕空〜（2021年、カノ[313]）※ASMR作品
- 悪役令嬢、セシリア・シルビィは死にたくないので男装することにした。（2021年、猫） - ライトノベル第3巻[314]購入特典
- 聴くanime『恋は夜空をわたって』[315]（2021年、御簾納咲[316]）
- 魔法世界の受付嬢になりたいです（2022年、ニケ） - コミックス第5巻[317]購入特典
- 最強陰陽師の異世界転生記 ボイスドラマ（2023年、セイカ・ランプローグ）

### オーディオブック
- 青くて痛くて脆い（2019年、秋好寿乃）
- かがみの孤城（2019年、こころ＋朗読[318]）
- 七つの魔剣が支配する（2020年、朗読[319]）

### ラジオ
※はインターネット配信。
- えとたまらじお〜ソルラルくれにゃ!〜（2014年 - 2016年、音泉※・HiBiKi Radio Station※）[320]
- ラジオどっとあい 花守ゆみりのいろんなゆみりをみてゆみり(* ´▽｀*)（2015年、AG-ON※・超!A&G+※）[321]
- ゆみりと愛奈のモグモグ・コミュニケーションズ（2016年 - 、音泉※）[322]
- あんハピ♪しあわせラジオ（2016年、音泉※）[323]
- 週刊ちょっと怖い話（2016年、楽天FM※）[324]
- 魔放送女育成計画 SIDE D（2016年 - 2017年、音泉※）[325]
- ゼロの書ラジオ ゼロラジ!（2017年 、音泉※）[326]
- 花守ゆみり・今村彩夏のMIXボイスガレッジ（2017年、ニコニコ生放送※）[327]
- 花守ゆみりのAこえ（2017年 - 2018年、AbemaTV※）[328]
- マジカルユミナの今日もお兄ちゃんねる♪（2018年 - 、音泉※・YouTube※）[329]
- らじキャン△〜ゆるキャン△情報局〜（2018年 - 、音泉※）[330]
- たとえばラストダンジョン前の村の少年が序盤のラジオで話すような物語（2020年 - 2021年、音泉※）[331]
- コードギアス Genesic Re;CODE「ギアジェネらじお」（2020年 - 、音泉※）[332]
- TVアニメ地獄楽「神仙郷放送局」（2023年 - 、音泉※）[333][334]

### ラジオCD
- 「えとたまらじお〜ソルラルくれにゃ!〜」（2014年 - 2016年）
  - ＜音泉＞スペシャルCD2014冬[335]、2015夏&冬[336][337]
  - ＜音泉＞サプリCD2015&2016春[338][339]
  - 聴いたら4倍楽しめる可能性のあるCD[340]※ラジオCD「えとたま」Vol.3 今こそ神楽遷偶を決めろ！すごろくせっと同梱
  - ダイジェストCD 100円(税込)くれにゃ！[341]※AnimeJapan 2015限定
  - ラジオCD Vol.1 - 4[342][343][344][345]

### テレビ番組
※はインターネット配信。
- ぽにきゃん ぜん部!（2014年 - 2016年、ニコニコ生放送※・ニコニコ動画※・音泉※）[346]
- ゆゆスク！（2016年 - 2017年、ニコニコ生放送※）[347]

### CM・PV
- アルカディア=ガーデンI 〜Age of heaveN〜（歌唱「神話ノ先ノ真ノ未来」、ナレーション）
- こっこ CM（2015年12月 - 2016年3月[348]、いちごこっこちゃん[349]）
- 真の仲間じゃないと勇者のパーティーを追い出されたので、辺境でスローライフすることにしました TVCM（2018年5月、ナレーション[350]）
- ランウェイで笑って 8巻発売記念CM（2018年12月、都村育人、藤戸千雪[351]）
- 今はまだ「幼馴染の妹」ですけど TVCM（2020年7月、ナレーション〈灯火〉[352]）
- 侯爵令嬢の借金執事 スペシャルPV（2020年8月、ジャック・アークライト[353]）
- 終焉ノ花嫁 PV（2020年9月、ナレーション[354]）
- dアニメストアCM『キミの好きに出会おう』（2021年3月、エマ[355]）
- 楽園ノイズ PV（2021年9月、村瀬真琴[356]）
- 天使は炭酸しか飲まない PV（2022年、柚月湊[357]）
- 完璧な佐古さんは僕みたいになりたい PV（2022年、佐古町香、津吉晴[358]）
- 光と影 PV（2022年、ナレーション[359]）
- ド田舎の迫害令嬢は王都のエリート騎士に溺愛される PV（2022年、クロエ[360]）
- 日本中央競馬会ブランドCM「今日、私の物語が走ります。」(2023年、生産牧場新人スタッフ[361])

### ナレーション
- バナナマンのドライブスリー（2019年、テレビ朝日）[362]
- かまいガチ（2021年10月22日、テレビ朝日）
- 沼にハマってきいてみた（2022年4月4日、Eテレ）[363]

### その他コンテンツ
- スニッカーズ×アイドルマスター シンデレラガールズ コラボキャンペーン「#スニリプ」（2017年、佐藤心[364]）
- あたまのわるいひと観察日記（2019年、あたまのわるいひと[365]）
- ショート動画「嫌われる男 最高の学園生活」（2022年、ヒロイン[366]）
- エンタテインメントロボット「poiq」システムボイス（2022年）[367]
- hinata編集部「キャンパーの五感に刺さる『ゆるキャン△ SEASON2』。各務原なでしこ役・花守ゆみりさんに単独インタビュー！」『hinata』 2021年02月11日、vivit株式会社。
- パチンコ『Pフィーバーありふれた職業で世界最強』（2023年、八重樫雫）
- パチスロ『Lパチスロ ありふれた職業で世界最強』（2025年、八重樫雫）

## ディスコグラフィ

### キャラクターソング
| 発売日         | タイトル                                                                                                  | 歌 | 楽曲                                                                     | 備考                                                                                           |
| -------------- | --- | --- | ------------------------------------------------------------------------ | ---------------------------------------------------------------------------------------------- |
| 2014年5月28日  | 未来へつなげ                                                                                              | D応P | 「未来へつなげ」                                                         | テレビアニメ『ダイヤのA』エンディングテーマ                                                    |
| 2014年5月28日  | 未来へつなげ                                                                                              | D応P | 「SMILE ON YOU」                                                         | テレビ番組『あにむす!』オープニングテーマ                                                      |
| 2015年1月21日  | ローリング☆ガールズ 主題歌集 人にやさしく                                                                 | THE ROLLING GIRLS | 「人にやさしく」                                                         | テレビアニメ『ローリング☆ガールズ』オープニングテーマ                                          |
| 2015年1月21日  | ローリング☆ガールズ 主題歌集 人にやさしく                                                                 | THE ROLLING GIRLS | 「月の爆撃機」                                                           | テレビアニメ『ローリング☆ガールズ』エンディングテーマ                                          |
| 2015年1月21日  | ローリング☆ガールズ 主題歌集 人にやさしく                                                                 | THE ROLLING GIRLS | 「1000のバイオリン」                                                     | テレビアニメ『ローリング☆ガールズ』挿入歌                                                      |
| 2015年4月1日   | ローリング☆ガールズ ソング集 英雄にあこがれて                                                             | THE ROLLING GIRLS | 「TRAIN-TRAIN」 「終わらない歌」 「英雄にあこがれて」 「夕暮れ」         | テレビアニメ『ローリング☆ガールズ』挿入歌                                                      |
| 2015年4月22日  | blue moment                                                                                               | ソルラルBOB | 「blue moment」                                                          | テレビアニメ『えとたま』エンディングテーマ                                                     |
| 2015年4月22日  | blue moment                                                                                               | エトリオール | 「ソルラルくれにゃ!」                                                    | ラジオ『えとたまらじお〜ソルラルくれにゃ!〜』テーマソング                                      |
| 2015年4月22日  | blue moment                                                                                               | ソルラルBOB | 「blue moment（LIVE ARRANGE ver.）」                                     | テレビアニメ『えとたま』関連曲                                                                 |
| 2015年6月3日   | えとたま キャラクターソングミニアルバム (2) ETMファイティングクライマックス! 本気の師匠チャレンジ編       | シマたん（巽悠衣子）、ドラたん（内田真礼）、ウリたん（花守ゆみり） | 「TMファイティングクライマックス! 本気の師匠チャレンジ編」               | テレビアニメ『えとたま』関連曲                                                                 |
| 2015年6月3日   | えとたま キャラクターソングミニアルバム (2) ETMファイティングクライマックス! 本気の師匠チャレンジ編       | ウリたん（花守ゆみり） | 「激凸!?ウリティ☆ウリリズム」 「blue moment （もーっと！ウリたんver.）」 | テレビアニメ『えとたま』関連曲                                                                 |
| 2015年8月2日   | ローリング☆ガールズ ソング集II STONES                                                                     | THE ROLLING GIRLS | 「STONES」 「シャララ」                                                  | テレビアニメ『ローリング☆ガールズ』関連曲                                                      |
| 2015年8月2日   | ローリング☆ガールズ ソング集II STONES                                                                     | 御園千綾（花守ゆみり） | 「青空」 「人にやさしく」 「STONES」                                     | テレビアニメ『ローリング☆ガールズ』関連曲                                                      |
| 2016年1月6日   | 映画『ガラスの花と壊す世界』主題歌＆挿入歌CD                                                              | THREE | 「夢の蕾」                                                               | 劇場アニメ『ガラスの花と壊す世界』主題歌                                                       |
| 2016年1月6日   | 映画『ガラスの花と壊す世界』主題歌＆挿入歌CD                                                              | リモ（花守ゆみり） | 「もっとメモリー」                                                       | 劇場アニメ『ガラスの花と壊す世界』挿入歌                                                       |
| 2016年2月17日  | 映画『ガラスの花と壊す世界』BD Premium Edition限定特典CD                                                  | リモ（花守ゆみり） | 「センダンライフ」                                                       | 劇場アニメ『ガラスの花と壊す世界』イメージソング                                               |
| 2016年5月18日  | ランス・アンド・マスクス BD特装版第6巻特典CD                                                              | 五十嵐冴（花守ゆみり） | 「heart to heart」                                                       | テレビアニメ『ランス・アンド・マスクス』関連曲                                                 |
| 2016年5月25日  | PUNCH☆MIND☆HAPPINESS                                                                                      | Happy Clover | 「PUNCH☆MIND☆HAPPINESS」                                                 | テレビアニメ『あんハピ♪』オープニングテーマ                                                    |
| 2016年5月25日  | PUNCH☆MIND☆HAPPINESS                                                                                      | Happy Clover | 「わいわいお天気ロード」                                                 | テレビアニメ『あんハピ♪』挿入歌                                                                |
| 2016年5月25日  | 明日でいいから                                                                                            | Happy Clover | 「明日でいいから」                                                       | テレビアニメ『あんハピ♪』エンディングテーマ                                                    |
| 2016年5月25日  | 明日でいいから                                                                                            | Happy Clover | 「願いは負けない星だから」                                               | テレビアニメ『あんハピ♪』挿入歌                                                                |
| 2016年6月22日  | あんハピ♪ BD・DVD第1巻初回生産特典CD                                                                      | 花小泉杏（花守ゆみり） | 「PUNCH☆MIND☆HAPPINESS」                                                 | テレビアニメ『あんハピ♪』関連曲                                                                |
| 2016年6月22日  | あんハピ♪ キャラクターソングシリーズ1 はなこ&ヒバリ                                                       | 花小泉杏（花守ゆみり） | 「なるまるまーる」                                                       | テレビアニメ『あんハピ♪』関連曲                                                                |
| 2016年7月20日  | あんハピ♪ キャラクターソングシリーズ4 はなこ＆ヒバリ＆ぼたん                                              | はなこ（花守ゆみり）、ヒバリ（白石晴香）、ぼたん（安野希世乃） | 「とりぷるトラブル」 「春夏秋冬ハッピーデイズ♪」                         | テレビアニメ『あんハピ♪』関連曲                                                                |
| 2016年8月10日  | あんハピ♪ ユニットソング1 はなこ&ぼたん&レン                                                              | はなこ（花守ゆみり）、ぼたん（安野希世乃）、レン（吉岡茉祐） | 「Go!業!スクールライフ☆」 「ぼんやり漂流譚」                             | テレビアニメ『あんハピ♪』関連曲                                                                |
| 2016年9月7日   | Happening Lucky Rhapsody                                                                                  | Happy Clover | 「Happening Lucky Rhapsody」 「帰りみち」                                | テレビアニメ『あんハピ♪』関連曲                                                                |
| 2016年10月26日 | りるりるわんだふるがーる！                                                                                | フラワーフェアリルズ | 「りるりるわんだふるがーる！」                                           | テレビアニメ『リルリルフェアリル』エンディングテーマ                                           |
| 2016年11月16日 | THE IDOLM@STER CINDERELLA MASTER Take me☆Take you                                                         | THE IDOLM@STER CINDERELLA GIRLS! | 「Take me☆Take you」                                                     | ゲーム『アイドルマスター シンデレラガールズ』関連曲                                            |
| 2016年11月23日 | Musica Magica                                                                                             | ねむりん（花守ゆみり） | 「おやすみパラレル」                                                     | テレビアニメ『魔法少女育成計画』関連曲                                                         |
| 2016年11月25日 | 灼熱スイッチ                                                                                              | 雀が原中学卓球部 | 「灼熱スイッチ」                                                         | テレビアニメ『灼熱の卓球娘』オープニングテーマ                                                 |
| 2016年11月25日 | 灼熱スイッチ                                                                                              | 雀が原中学卓球部 | 「V字上昇Victory」                                                       | テレビアニメ『灼熱の卓球娘』挿入歌                                                             |
| 2016年12月23日 | 灼熱の卓球娘 BD・DVD第1巻初回生産限定版特典CD                                                             | 旋風こより（花守ゆみり） | 「燃えてヒーロー」                                                       | テレビアニメ『灼熱の卓球娘』関連曲                                                             |
| 2017年1月18日  | FlowerS〜となりで咲く花のように〜                                                                         | オルタンシア | 「FlowerS〜となりで咲く花のように〜」 「Dream a gate」                   | 『Re:ステージ！』関連曲                                                                        |
| 2017年1月25日  | 灼熱の卓球娘 ダブルスソングシリーズ1 こより&あがり                                                        | 旋風こより（花守ゆみり）、上矢あがり（田中美海） | 「放課後ラバー」 「雀が原中学校校歌」                                    | テレビアニメ『灼熱の卓球娘』関連曲                                                             |
| 2017年2月22日  | 灼熱の卓球娘 ユニットソングシリーズ1 こより&あがり&ほくと                                                 | 旋風こより（花守ゆみり）、上矢あがり（田中美海）、出雲ほくと（桑原由気） | 「ピンポンパンポンレスポンス」 「成長期STARS」                           | テレビアニメ『灼熱の卓球娘』関連曲                                                             |
| 2017年3月15日  | ロリガ・ロック・ベスト！ 〜Songs of the mob, by the mob, for the mob〜                                    | THE ROLLING GIRLS | 「リンダリンダ」                                                         | テレビアニメ『ローリング☆ガールズ』関連曲                                                      |
| 2017年3月15日  | ともだち                                                                                                  | 鷲尾須美（三森すずこ）、乃木園子（花澤香菜）、三ノ輪銀（花守ゆみり） | 「ともだち」                                                             | テレビアニメ『結城友奈は勇者である -鷲尾須美の章-』エンディングテーマ                          |
| 2017年4月12日  | たましい                                                                                                  | 三ノ輪銀（花守ゆみり） | 「たましい」                                                             | テレビアニメ『結城友奈は勇者である -鷲尾須美の章-』エンディングテーマ                          |
| 2017年4月12日  | たましい                                                                                                  | 三ノ輪銀（花守ゆみり） | 「ともだち」                                                             | テレビアニメ『結城友奈は勇者である -鷲尾須美の章-』関連曲                                      |
| 2017年6月28日  | THE IDOLM@STER CINDERELLA GIRLS LITTLE STARS! SUN♡FLOWER                                                  | 本田未央（原紗友里）、片桐早苗（和氣あず未）、佐藤心（花守ゆみり）、城ヶ崎美嘉（佳村はるか）、諸星きらり（松嵜麗） | 「SUN♡FLOWER」                                                           | テレビアニメ『アイドルマスター シンデレラガールズ劇場』エンディングテーマ                      |
| 2017年6月28日  | THE IDOLM@STER CINDERELLA GIRLS LITTLE STARS! SUN♡FLOWER                                                  | 佐藤心（花守ゆみり） | 「SUN♡FLOWER」                                                           | テレビアニメ『アイドルマスター シンデレラガールズ劇場』関連曲                                  |
| 2017年7月19日  | Purple Rays                                                                                               | オルタンシア | 「Purple Rays」 「Dear マイフレンド」                                    | 『Re:ステージ！』関連曲                                                                        |
| 2017年8月9日   | THE IDOLM@STER CINDERELLA GIRLS STARLIGHT MASTER 12 命燃やして恋せよ乙女                                  | 高垣楓（早見沙織）、佐藤心（花守ゆみり）、三船美優（原田彩楓）、安部菜々（三宅麻理恵）、片桐早苗（和氣あず未） | 「命燃やして恋せよ乙女（M@STER VERSION）」                               | ゲーム『アイドルマスター シンデレラガールズ スターライトステージ』関連曲                       |
| 2017年8月9日   | THE IDOLM@STER CINDERELLA GIRLS MASTER SEASONS SUMMER!                                                    | 上田鈴帆（春野ななみ）、佐藤心（花守ゆみり）、十時愛梨（原田ひとみ） | 「CoCo夏夏夏 Holiday」                                                   | ゲーム『アイドルマスター シンデレラガールズ』関連曲                                            |
| 2017年11月24日 | 悠久のユーフォリア ハイレゾ・コンテンツBOOK Vol.1                                                         | spectre | 「スペクトル」                                                           | 『悠久のユーフォリア』関連曲                                                                   |
| 2017年11月24日 | 悠久のユーフォリア ハイレゾ・コンテンツBOOK Vol.1                                                         | 虹の倉橋聖（花守ゆみり） | 「ノバナ」 「スペクトル」                                                | 『悠久のユーフォリア』関連曲                                                                   |
| 2017年11月24日 | 悠久のユーフォリア ハイレゾ・コンテンツBOOK Vol.1                                                         | spectre | 「さよならの笑顔」                                                       | 『悠久のユーフォリア』関連曲                                                                   |
| 2017年12月20日 | World End Heaven 限定盤特典CD                                                                             | タチアナ（花守ゆみり） | 「World End Heaven」                                                     | ゲーム『俺達の世界わ終っている。』関連曲                                                       |
| 2018年4月18日  | 月下の軌跡/はわはわアワー                                                                                 | 桃井日奈（花守ゆみり） | 「はわはわアワー」                                                       | ゲーム『オルタナティブガールズ』関連曲                                                         |
| 2018年4月25日  | つうかあ BD・DVD第3巻初回生産特典CD                                                                       | Void_Chords feat. 天野ありす（吉岡麻耶）＆伊藤くろす（花守ゆみり） | 「Feel your breath」                                                     | テレビアニメ『つうかあ』関連曲                                                                 |
| 2018年6月20日  | *Heart Confusion*                                                                                         | オルタンシア | 「*Heart Confusion*」 「crave」                                          | 『Re:ステージ！』関連曲                                                                        |
| 2018年6月23日  | 魔法使いと黒猫のウィズ 5th Anniversary Original Soundtrack                                                | セラータ（本渡楓）、リリー（花守ゆみり）、リルム（大和田仁美）、エクセリア（丹下桜）、ガトリン（吉岡麻耶）、アイラ（東城日沙子） | 「キラリ☆ω★NyanRISE!」                                                   | ゲーム『クイズRPG 魔法使いと黒猫のウィズ』関連曲                                               |
| 2018年7月31日  | - | 佐藤心（花守ゆみり） | 「お願い！シンデレラ」                                                   | ゲーム『アイドルマスター シンデレラガールズ スターライトステージ』関連曲                       |
| 2018年9月8日   | THE IDOLM@STER CINDERELLA GIRLS SS3A Live Sound Booth♪ 会場オリジナルCD                                   | 佐藤心（花守ゆみり） | 「命燃やして恋せよ乙女（M@STER VERSION）」                               | ゲーム『アイドルマスター シンデレラガールズ スターライトステージ』関連曲                       |
| 2018年11月9日  | THE IDOLM@STER CINDERELLA GIRLS 6thLIVE MERRY-GO-ROUNDOME!!! MASTER SEASONS SUMMER! SOLO REMIX            | 佐藤心（花守ゆみり） | 「CoCo夏夏夏 Holiday」                                                   | ゲーム『アイドルマスター シンデレラガールズ』関連曲                                            |
| 2019年1月23日  | THE IDOLM@STER CINDERELLA GIRLS STARLIGHT MASTER 25 Happy New Yeah!                                       | 島村卯月（大橋彩香）、渋谷凛（福原綾香）、本田未央（原紗友里）、佐藤心（花守ゆみり）、三村かな子（大坪由佳） | 「Happy New Yeah!（M@STER VERSION）」                                    | ゲーム『アイドルマスター シンデレラガールズ スターライトステージ』関連曲                       |
| 2019年2月27日  | オルタンシア 1stアルバム「Pullulate」                                                                     | オルタンシア | 「君とインフィニティ」                                                   | 『Re:ステージ！』関連曲                                                                        |
| 2019年2月27日  | オルタンシア 1stアルバム「Pullulate」                                                                     | 伊津村陽花（花守ゆみり） | 「アイノウ・アイノウ」                                                   | 『Re:ステージ！』関連曲                                                                        |
| 2019年5月1日   | THE IDOLM@STER CINDERELLA GIRLS STARLIGHT MASTER 28 凸凹スピードスター                                    | 安部菜々（三宅麻理恵）、佐藤心（花守ゆみり） | 「凸凹スピードスター（M@STER VERSION）」                                 | ゲーム『アイドルマスター シンデレラガールズ スターライトステージ』関連曲                       |
| 2019年5月15日  | THE IDOLM@STER CINDERELLA MASTER 054 佐藤心                                                               | 佐藤心（花守ゆみり） | 「しゅがーはぁと☆レボリューション」                                      | ゲーム『アイドルマスター シンデレラガールズ』関連曲                                            |
| 2019年10月2日  | DRe:AMER オルタンシア盤                                                                                   | オルタンシア | 「Yes, We Are!!!」                                                       | テレビアニメ『Re:ステージ！ ドリームデイズ♪』挿入歌                                            |
| 2019年10月2日  | DRe:AMER オルタンシア盤 きゃにめ特典CD                                                                    | 伊津村陽花（花守ゆみり） | 「Yes, We Are!!!」                                                       | テレビアニメ『Re:ステージ！ ドリームデイズ♪』関連曲                                            |
| 2019年11月20日 | Re:ステージ！ ドリームデイズ♪ BD・DVD第3巻 きゃにめ特典CD                                                 | オルタンシア | 「Purple Rays -y0c1e Remix-」 「Dear マイフレンド -y0c1e Remix-」        | テレビアニメ『Re:ステージ！ ドリームデイズ♪』関連曲                                            |
| 2019年11月20日 | THE IDOLM@STER CINDERELLA GIRLS Spin-off! オウムアムアに幸運を                                            | 一ノ瀬志希（藍原ことみ）、神谷奈緒（松井恵理子）、黒埼ちとせ（佐倉薫）、佐藤心（花守ゆみり）、的場梨沙（集貝はな） | 「オウムアムアに幸運を」                                                 | Webアニメ『THE IDOLM@STER CINDERELLA GIRLS 8周年特別企画 Spin-off!』テーマソング               |
| 2019年11月20日 | THE IDOLM@STER CINDERELLA GIRLS Spin-off! オウムアムアに幸運を                                            | 佐藤心（花守ゆみり） | 「オウムアムアに幸運を」                                                 | Webアニメ『THE IDOLM@STER CINDERELLA GIRLS 8周年特別企画 Spin-off!』テーマソング               |
| 2019年12月4日  | ありふれた職業で世界最強 キャラソンミニアルバム                                                           | 白崎香織（大西沙織）、八重樫雫（花守ゆみり） | 「自分色の未来」                                                         | テレビアニメ『ありふれた職業で世界最強』挿入歌                                                 |
| 2020年2月14日  | THE IDOLM@STER CINDERELLA GIRLS 7thLIVE TOUR Special 3chord♪ Glowing Rock! 会場オリジナルCD               | 佐藤心（花守ゆみり） | 「Happy New Yeah!（M@STER VERSION）」                                    | ゲーム『アイドルマスター シンデレラガールズ スターライトステージ』関連曲                       |
| 2020年2月19日  | THE IDOLM@STER CINDERELLA MASTER 3chord for the Dance!                                                    | 小日向美穂（津田美波）、佐藤心（花守ゆみり）、北条加蓮（渕上舞） | 「躍るFLAGSHIP」                                                         | ゲーム『アイドルマスター シンデレラガールズ』関連曲                                            |
| 2020年9月16日  | THE IDOLM@STER CINDERELLA GIRLS STARLIGHT MASTER GOLD RUSH! 01 Go Just Go!                                | 夢見りあむ（星希成奏）、大槻唯（山下七海）、北条加蓮（渕上舞）、佐藤心（花守ゆみり）、一ノ瀬志希（藍原ことみ）、鷹富士茄子（森下来奈）、棟方愛海（藤本彩花）、川島瑞樹（東山奈央）、五十嵐響子（種﨑敦美）                                                                   | 「Go Just Go!（M@STER VERSION）」                                        | ゲーム『アイドルマスター シンデレラガールズ スターライトステージ』関連曲                       |
| 2020年9月16日  | THE IDOLM@STER CINDERELLA GIRLS STARLIGHT MASTER GOLD RUSH! 01 Go Just Go!                                | 佐藤心（花守ゆみり） | 「Go Just Go!（M@STER VERSION）」                                        | ゲーム『アイドルマスター シンデレラガールズ スターライトステージ』関連曲                       |
| 2020年10月7日  | THE IDOLM@STER CINDERELLA GIRLS Live Broadcast 24magic 〜シンデレラたちの24時間生放送！〜 オリジナルCD    | 佐藤心（花守ゆみり） | 「凸凹スピードスター（M@STER VERSION）」                                 | ゲーム『アイドルマスター シンデレラガールズ スターライトステージ』関連曲                       |
| 2020年12月11日 | 3階からヤマトナデシコ                                                                                     | 織崎紗耶（花守ゆみり） | 「3階からヤマトナデシコ」                                                | テレビアニメ『One Room サードシーズン』主題歌                                                  |
| 2020年12月11日 | 3階からヤマトナデシコ                                                                                     | 織崎紗耶（花守ゆみり） | 「3階からヤマトナデシコ（Remix Ver.）」                                  | テレビアニメ『One Room サードシーズン』関連曲                                                  |
| 2020年12月16日 | ローリング☆ガールズ Blu-ray BOX 特典CD                                                                    | THE ROLLING GIRLS | 「夢」                                                                   | テレビアニメ『ローリング☆ガールズ』関連曲                                                      |
| 2020年12月16日 | ローリング☆ガールズ Blu-ray BOX 特典CD                                                                    | 御園千綾（花守ゆみり） | 「夢」 「月の爆撃機」                                                    | テレビアニメ『ローリング☆ガールズ』関連曲                                                      |
| 2020年12月23日 | 荒野のコトブキ飛行隊 大空のテイクオフガールズ！ チームソングミニアルバム                                  | ゲキテツ一家 | 「JIN」                                                                  | ゲーム『荒野のコトブキ飛行隊 大空のテイクオフガールズ！』関連曲                                |
| 2021年7月21日  | トロピカル〜ジュ！プリキュア ボーカルアルバム 〜トロピカる！MUSIC BOX〜                                   | トロピカる部 | 「Viva! Spark!トロピカル〜ジュ！プリキュア トロピカる部Ver.」            | テレビアニメ『トロピカル〜ジュ！プリキュア』関連曲                                             |
| 2021年7月21日  | トロピカル〜ジュ！プリキュア ボーカルアルバム 〜トロピカる！MUSIC BOX〜                                   | 涼村さんご（花守ゆみり） | 「チャーミング＊∞＊ハピネス」                                            | テレビアニメ『トロピカル〜ジュ！プリキュア』関連曲                                             |
| 2021年7月21日  | トロピカル〜ジュ！プリキュア ボーカルアルバム 〜トロピカる！MUSIC BOX〜                                   | キュアサマー（ファイルーズあい）、キュアコーラル（花守ゆみり）、キュアパパイア（石川由依）、キュアフラミンゴ（瀬戸麻沙美）、キュアラメール（日高里菜） | 「おもいきりトロピカル！」                                               | テレビアニメ『トロピカル〜ジュ！プリキュア』関連曲                                             |
| 2021年8月11日  | Viva! Spark!トロピカル〜ジュ！プリキュアwithトロピカる部/なかよしのうた/あこがれ Go My Way!!              | Machico、コーラス：トロピカる部 | 「Viva! Spark!トロピカル〜ジュ！プリキュアwithトロピカる部」             | テレビアニメ『トロピカル〜ジュ！プリキュア』後期オープニングテーマ                             |
| 2021年8月25日  | 星の旅人/シナヤカナミライ/薔薇と私                                                                        | 渡辺さらさ（千本木彩花）、奈良田愛（花守ゆみり） | 「星の旅人」                                                             | テレビアニメ『かげきしょうじょ!!』エンディングテーマ                                           |
| 2021年8月25日  | かげきしょうじょ!! BD第1巻特典CD                                                                          | 奈良田愛（花守ゆみり）、小園桃（逢田梨香子） | 「ごめんねLOVE」                                                         | テレビアニメ『かげきしょうじょ!!』挿入歌                                                       |
| 2021年8月25日  | かげきしょうじょ!! BD第1巻特典CD                                                                          | 奈良田愛（花守ゆみり） | 「ごめんねLOVE」                                                         | テレビアニメ『かげきしょうじょ!!』挿入歌                                                       |
| 2021年9月29日  | かげきしょうじょ!! 音楽集                                                                                 | 渡辺さらさ（千本木彩花）、奈良田愛（花守ゆみり）、杉本紗和（上坂すみれ）、星野薫（大地葉）、山田彩子（佐々木李子）、沢田千夏（松田利冴）、沢田千秋（松田颯水） | 「桜吹雪舞うなかに」                                                     | テレビアニメ『かげきしょうじょ!!』関連曲                                                       |
| 2021年9月29日  | かげきしょうじょ!! 音楽集                                                                                 | 奈良田愛（花守ゆみり） | 「桜吹雪舞うなかに」                                                     | テレビアニメ『かげきしょうじょ!!』関連曲                                                       |
| 2021年9月29日  | かげきしょうじょ!! 音楽集                                                                                 | 渡辺さらさ（千本木彩花）、奈良田愛（花守ゆみり） | 「彼の地へ」                                                             | テレビアニメ『かげきしょうじょ!!』関連曲                                                       |
| 2021年9月29日  | かげきしょうじょ!! 音楽集                                                                                 | 奈良田愛（花守ゆみり） | 「彼の地へ」                                                             | テレビアニメ『かげきしょうじょ!!』関連曲                                                       |
| 2021年9月29日  | かげきしょうじょ!! 音楽集                                                                                 | 渡辺さらさ（千本木彩花）、奈良田愛（花守ゆみり） | 「溢れる想い」                                                           | テレビアニメ『かげきしょうじょ!!』関連曲                                                       |
| 2021年10月20日 | シャンティア〜しあわせのくに〜                                                                            | キュアサマー（ファイルーズあい）、キュアコーラル（花守ゆみり）、キュアパパイア（石川由依）、キュアフラミンゴ（瀬戸麻沙美）、キュアラメール（日高里菜） | 「シャンティア〜しあわせのくに〜」                                       | 劇場アニメ『映画 トロピカル〜ジュ！プリキュア 雪のプリンセスと奇跡の指輪！』挿入歌             |
| 2021年10月20日 | シャンティア〜しあわせのくに〜                                                                            | キュアサマー（ファイルーズあい）、キュアコーラル（花守ゆみり）、キュアパパイア（石川由依）、キュアフラミンゴ（瀬戸麻沙美）、キュアラメール（日高里菜）、キュアブロッサム（水樹奈々）、キュアマリン（水沢史絵）、キュアサンシャイン（桑島法子）、キュアムーンライト（久川綾） | 「シャンティア〜しあわせのくに〜（エンディング主題歌Ver.）」             | 劇場アニメ『映画 トロピカル〜ジュ！プリキュア 雪のプリンセスと奇跡の指輪！』エンディングテーマ |
| 2021年12月22日 | THE IDOLM@STER CINDERELLA GIRLS 10th ANNIVERSARY M@GICAL WONDERLAND TOUR!!! Celebration Land オリジナルCD | 佐藤心（花守ゆみり） | 「Take me☆Take you」                                                     | ゲーム『アイドルマスター シンデレラガールズ』関連曲                                            |
| 2021年12月22日 | DOLLS Songs & Sounds 02                                                                                   | NumberS | 「イデオ」                                                               | ゲーム『プロジェクト東京ドールズ』関連曲                                                       |
| 2021年12月22日 | DOLLS Songs & Sounds 02                                                                                   | DOLLS、NumberS | 「Pray Breath」 「感情を超えて」 「感情を超えて（E3 Ver.）」             | ゲーム『プロジェクト東京ドールズ』関連曲                                                       |
| 2022年2月2日   | トロピカル〜ジュ！プリキュア ボーカルベスト                                                               | ローラ（日高里菜）、夏海まなつ（ファイルーズあい）、涼村さんご（花守ゆみり）、一之瀬みのり（石川由依）、滝沢あすか（瀬戸麻沙美） | 「なかよしのうた〜いっしょにうたおう♪だいすきなともだち〜」              | テレビアニメ『トロピカル〜ジュ!プリキュア』挿入歌                                              |
| 2022年6月29日  | かぐや様は告らせたい-ウルトラロマンティック- BD / DVD 第1巻 完全生産限定版特典CD                          | 早坂愛（花守ゆみり） | 「悲しくて lulululu -ハーサカver.-」                                     | テレビアニメ『かぐや様は告らせたい-ウルトラロマンティック-』挿入歌                             |
| 2022年7月15日  | アトリエオンライン 〜ブレセイルの錬金術士〜 オリジナルサウンドトラック                                    | 女性主人公（花守ゆみり） | 「金色のレシピ」                                                         | ゲーム『アトリエオンライン 〜ブレセイルの錬金術士〜』主題歌                                    |
| 2022年7月17日  | かがやきサマーデイズ                                                                                      | アビドス高等学校対策委員会 | 「かがやきサマーデイズ」                                                 | Webアニメ『ブルーアーカイブ 1.5周年記念ショートアニメーション』エンディングテーマ              |
| 2023年5月10日  | THE IDOLM@STER CINDERELLA GIRLS U149 ANIMATION MASTER 02 よりみちリトルスター                             | 安部菜々（三宅麻理恵）、佐藤心（花守ゆみり）、赤城みりあ（黒沢ともよ） | 「凸凹スピードスター」                                                   | テレビアニメ『アイドルマスター シンデレラガールズ U149』挿入歌                                 |
| 2023年7月12日  | THE IDOLM@STER CINDERELLA GIRLS STARLIGHT MASTER PLATINUM NUMBER 03 ダンシング・デッド                    | 及川雫（のぐちゆり）、佐藤心（花守ゆみり）、諸星きらり（松嵜麗） | 「ダンシング・デッド（M@STER VERSION）」                                 | ゲーム『アイドルマスター シンデレラガールズ スターライトステージ』関連曲                       |
| 2023年7月12日  | THE IDOLM@STER CINDERELLA GIRLS STARLIGHT MASTER PLATINUM NUMBER 03 ダンシング・デッド                    | 佐藤心（花守ゆみり） | 「ダンシング・デッド（M@STER VERSION）」                                 | ゲーム『アイドルマスター シンデレラガールズ スターライトステージ』関連曲                       |
| 2023年10月25日 | THE IDOLM@STER CINDERELLA MASTER Dreamy Anniversary ＆ Next Chapter                                       | THE IDOLMASTER CINDERELLA GIRLS Stage for Cinderella groupB BEST5! | 「Next Chapter」                                                         | ゲーム『アイドルマスター シンデレラガールズ スターライトステージ』関連曲                       |
| 2024年4月10日  | THE IDOLM@STER CINDERELLA GIRLS STARLIGHT MASTER HEART TICKER! 05 Teeenage☆Groovin'                       | 佐藤心（花守ゆみり） | 「世界はそれを愛と呼ぶんだぜ」                                           | ゲーム『アイドルマスター シンデレラガールズ スターライトステージ』関連曲                       |
| 2024年7月23日  | ブルーアーカイブ 絆ダイアローグ Vol.4「ホシノ」                                                           | ホシノ（花守ゆみり） | 「ぷかぷかぴ〜す」                                                       | ゲーム『ブルーアーカイブ -Blue Archive-』関連曲                                                |
| 2024年9月11日  | 青春のアーカイブ/真昼の空の月                                                                             | アビドス高等学校対策委員会 | 「青春のアーカイブ」                                                     | テレビアニメ『ブルーアーカイブ The Animation』オープニングテーマ                               |
| 2024年9月11日  | 青春のアーカイブ/真昼の空の月                                                                             | アビドス高等学校対策委員会 | 「真昼の空の月」                                                         | テレビアニメ『ブルーアーカイブ The Animation』エンディングテーマ                               |
| 2024年12月23日 | ありがとう、そしてこれからも。                                                                            | カズサ（夏吉ゆうこ）、キキョウ（小松未可子）、キサキ（相坂優歌）、コユキ（乾夏寧）、サオリ（石上静香）、シロコ＊テラー（小倉唯）、ヒナ（広橋涼）、ホシノ（花守ゆみり）、マリー（小澤亜李）、マリナ（平井祥恵）、ユウカ（春花らん）                                           | 「ありがとう、そしてこれからも。」                                       | ゲーム『ブルーアーカイブ -Blue Archive-』4周年記念楽曲                                         |
| 2025年1月19日  | ブルーアーカイブ 青春あんさんぶる Vol.9 「対策委員会」                                                    | 対策委員会 | 「一緒の約束」                                                           | ゲーム『ブルーアーカイブ -Blue Archive-』関連曲                                                |

### その他参加楽曲
| 発売日         | 商品名                                | 歌                       | 楽曲                                          | 備考                                         |
| -------------- | ------------------------------------- | ------------------------ | --------------------------------------------- | -------------------------------------------- |
| 2016年12月29日 | Mogumogu communications!/美味しい時間 | 花守ゆみり、鈴木愛奈     | 「Mogumogu communications!」 「美味しい時間」 | ラジオ『モグモグコミュニケーションズ』関連曲 |
| 2022年4月27日  | KAGUYA ULTRA BEST                     | 告RADIO Loves 花守ゆみり | 「春色リップ」                                | ラジオ『告RADIO』関連曲                      |

## 書籍

### 雑誌連載
- ゆみりの花道（『声優パラダイスR』Vol.18 - 、秋田書店）[369]